# (17826) Normanwisdom
(17826) Normanwisdom (1998 GK10) – planetoida z pasa głównego asteroid okrążająca Słońce w ciągu 5,38 lat w średniej odległości 3,07 j.a. Odkryta 3 kwietnia 1998 roku.